# Муравьёвская низменность
Муравьёвская низменность — низменность на юго-востоке острова Сахалин. Относится к территории Корсаковского городского округа Сахалинской области.

## География
Находится в основании Тонино-Анивского полуострова, на севере ограничена побережьем залива Мордвинова (Охотское море), на юге — побережьем залива Анива, на западе — отрогами Корсаковского плато и Сусунайского хребта, на востоке — отрогами Тонино-Анивского хребта. Длина 28 км, ширина — 26 км.
На территории низменности находится множество солёных и пресных озёр (крупнейшие — Тунайча, Изменчивое, Буссе, Свирское) и большое количество рек (Комиссаровка, Подорожка и др).
На морском побережье низменности расположены увлажнённые разнотравные луга и осоково-вейниковые болота. По долинам рек произрастают ольхово-ивовые леса с крупнотравными группировками растительности. На возвышенностях преобладают елово-пихтовые леса и хвойно-каменно-берёзовые леса, сильно пострадавшие от вырубок и пожаров. На заболоченных равнинах встречаются лиственничные леса, мохово-травянистые и травянистые болота.

## Климат
Климат территории муссонный. Весна продолжительная и холодная, снежный покров тает во второй половине апреля, при этом заморозки и снегопады возможны до начала июня, снежники сохраняются в прибрежных лесах и на склонах гор. Лето прохладное, с обильными дождями и густыми туманами — это сказывается охлаждающее влияние холодного Восточно-Сахалинского течения, которое проходит вдоль восточного побережья Сахалина и проникает через пролив Лаперуза в залив Анива. Летом преобладают ветра южных и юго-восточных направлений. В конце лета и в начале осени часты тайфуны. Осень относительно тёплая, но с дождями и туманами. Зима холодная, многоснежная, с сильными пургами. Постоянный снежный покров устанавливается во второй половине ноября, его высота в среднем составляет 50 см. Зимой ветра характерны северных и северо-западных направлений.

## Фауна
Животный мир Муравьёвской низменности представлен бурыми медведями, лисицами, соболями, ондатрами, белками. Орнитофауна богата и разнообразна, насчитывает не менее 210 видов птиц, в том числе краснокнижных.